# Wuxingquan
Wuxingquan è il pinyin del nome di due forme (Taolu), ma in realtà i nomi di queste due forme si compongono di caratteri differenti:
Wuxingquan (五行拳, pugilato dei 5 elementi);
Wuxingquan (五形拳, pugilato delle 5 forme o aspetti esteriori).

## Pugilato dei 5 Elementi o dei 5 Agenti

### Pugilato dei 5 Elementi dello Xingyiquan
Il Wuxingquan (五行拳, pugilato dei 5 elementi) è una forma di arti marziali cinesi che appartiene allo stile Xingyiquan. È anche chiamato Xingyi muquan (形意母拳). Appartiene ad un livello intermedio di apprendimento. Esso si compone di 5 tecniche: Piquan (劈拳); Zuanquan (钻拳); Bengquan (崩拳); Paoquan (炮拳); Hengquan (横拳). Ognuna di queste tecniche si collega ai 5 agenti / wuxing (五行) della filosofia naturalistica Cinese.
|                                  | cinese | Pinyin |         | |
| -------------------------------- | ------ | ------ | ------- | --- |
| Fendere, Spaccare, Spezzare      | 劈     | Pī     | Metallo | Piquan è come un'ascia, genera Zuan e controlla Beng. |
| Pestare nel mortaio              | 炮     | Pào    | Fuoco   | Paoquan è come il colpo di un cannone. Produce Heng e controlla Pi. |
| Forare, perforare, infilarsi     | 鑽     | Zuān   | Acqua   | Zuanquan è come un fulmine. Genera Beng e controlla Pao. Sale penetrando e ritorna in basso girando, seguendo la logica Yin Yang.                                                        |
| Attraversare, Passare attraverso | 橫     | Héng   | Terra   | Hengquan è come un proiettile. Produce Pi e controlla Zuan. |
| Crollare, Schiantarsi, Esplodere | 崩     | Bēng   | Legno   | Bengquan è come una freccia, genera Pao e controlla Heng. I due pugni avanzano alternati, girando con fluidità. Pensa che mentre la mano sinistra avanza, il piede destro rimane dietro. |

### Wudang Taiyi Wuxingquan
Un'altra forma di Pugilato dei 5 elementi/ agenti è quello detto Wudang Taiyi Wuxingquan (武当太乙五行拳, Pugilato dei cinque agenti del principio supremo Wudang) che appartiene al Wudangquan.
| Dalla figura Baiyuan Chudong (白猿出洞, La Scimmia Bianca Esce dalla Grotta)               | Alla figura Lema Xuanya (勒馬懸崖, frenare il Cavallo sull'orlo del precipizio)     | si collega al Metallo 金 |
| Dalla figura Jiaolong Ming Meng (蛟龍溟濛, il drago invoca un'inondazione vaga e nebbiosa) | Alla figura Dapeng Zhanchi (大鵬展翅, Il grande Peng dispiega le ali)               | si collega all'Acqua 水  |
| Dalla figura Hua Lu Cai Zhi (花鹿採芝, il cervo raccoglie il sesamo)                       | Alla figura Xiongying Tan Shan (雄鷹探山, L'Aquila Possente Esplora la Montagna)    | si collega al Legno 木   |
| Dalla figura Xianhe Tengkong (仙鶴騰空, la gru dalla corona rossa si costruisce il nido)   | Alla figura Heixiong Fanzhang (黑熊反掌, L'Orso Nero ruota la zampa)                | si collega al Fuoco 火   |
| Dalla figura Jin Chan Dedao (金蟬得道, La Cicala Dorata Ottiene l'Illuminazione)           | Alla figura Canglong Ruhai (蒼龍入海, la Costellazione dell'Ovest Entra nell'Acqua) | si collega alla terra 土 |

### Pugilato dei 5 elementi del Kunlunquan
Wuxingquan è anche il nome di un Taolu del Kunlunquan. Questa forma è divisa in cinque sezioni corrispondenti ai cinque elementi, ai relativi Tiangan, ad una direzione spaziale (Est, Sud, Ovest, Nord, Centro).
| Ordinatore      | Tecnica            | Direzione               | Tiangan                                                    | Elemento         |
| 一 Yi (primo)   | 擘 Bo (spezzare)   | 东方 Dongfang (oriente) | 甲乙 Jia Yi (i primi due steli celesti)                    | 木 Mu (legno)    |
| 二 Er (secondo) | 打 Da (percuotere) | 南方 Nanfang (il sud)   | 丙丁 Bing Ding (il terzo ed il quarto degli steli celesti) | 火 Huo (fuoco)   |
| 三 San (terzo)  | 盘 Pan (avvolgere) | 西方 Xifang (occidente) | 庚辛 Geng Xin (il settimo e l'ottavo degli steli celesti)  | 金 Jin (metallo) |
| 四Si (quarto)   | 推 Tui (spingere)  | 北方 Beifang (nord)     | 壬癸 Ren Gui (il nono ed il decimo degli steli celesti)    | 水 Shui (acqua)  |
| 五 (quinto)     | 扫 Sao (spazzare)  | 中央 Zhongyang (centro) | 戊己 Wu Ji (il quinto ed il sesto degli steli celesti)     | 土 Tu (terra)    |

### Pugilato dei 5 elementi del Sengmen
La Scuola Sengmen (僧门) dell'Emei (峨嵋), possiede un Pugilato dei Cinque Agenti che collega gli Agenti ad alcuni animali. La serie di VCD dal titolo Sengmen Wuxing Quanshu僧门五行拳术  fornisce le seguenti associazioni:
| Animale                                   | Pinyin e Cinese           | Elemento   | Pinyin e Cinese |
| Il Pugilato della Tigre a frusta singola  | Danbian Huquan 单鞭虎拳   | il Legno   | Mu 木           |
| Pugilato della Gru in sei parti           | Liutong Hequan 六通鹤拳   | l'Acqua    | Shui 水         |
| Pugilato del Serpente che avvolge la seta | Chanshui Shequan 缠丝蛇拳 | il Fuoco   | Huo 火          |
| Pugilato a Testa di Leopardo              | Baotouquan 豹头拳         | la Terra   | Tu 土           |
| Pugilato del Drago del grande allenamento | Dalian Longquan 大练龙拳  | il Metallo | Jin 金          |

## Pugilato delle 5 forme
Invece Wuxingquan (五形拳, pugilato delle 5 forme o aspetti esteriori), spesso viene tradotto erroneamente con pugilato dei 5 animali, perché Xing si riferisce all'imitazione dell'aspetto e dei movimenti di 5 animali: Long (龙, il drago); She (蛇, il serpente); Hu (虎, la tigre); Bao (豹, il leopardo); He (鹤, la gru). Ognuno di questi animali è associato ai cinque elementi/agenti della filosofia cinese.
In alcuni casi troviamo utilizzato Wuquan (五拳) o Shaolin Wuquan (少林五拳).
Per alcuni autori questo pugilato deriverebbe dal Wuqinxi:
(Felix Dennis , The Beginner's Guide to Kung-Fu)
Nel testo Shaolin Zongfa, pubblicato nel 1915, si riporta una storia che probabilmente è ripresa da una tradizione popolare senza alcuna prova storica: circa nel 1547 il monaco Jueyuan, dopo aver ampliato il Luohanquan dalle originali 18 tecniche a 72, non essendo ancora soddisfatto del risultato, si recò ad incontrare due celebri maestri dell'epoca, Li Sou (李叟) di Lanzhou e Bai Yufeng (白玉峰) di Taiyuan. Bai Yufeng si trasferì quindi a Saholin dove iniziò degli studi che portarono la sua famiglia ad ampliare il Luohanquan a 170 tecniche, suddivise in cinque metodi (detti Wuquan), derivanti ciascuno dallo studio di 5 diversi animali che rappresenterebbero le 5 essenze marziali dell'uomo. Questo è l'ordine in cui viene fornito l'elenco di questi cinque animali: Long (龙); Hu (虎); Bao (豹); She (蛇); He (鹤). Lo Shaolin Zongfa è legato all'Hongjiaquan.
| Animale                  | Pinyin e Cinese | Elemento interno allenato | Pinyin e Cinese |
| Il Pugilato del Drago    | Longquan 龙拳   | allena lo Spirito         | lian Shen 练神  |
| Il Pugilato della Tigre  | Huquan虎拳      | allena le Ossa            | lian Hua 练骨   |
| Il Pugilato del Leopardo | Baoquan 豹拳    | allena la Forza Fisica    | lian Li练力     |
| Il Pugilato del Serpente | Shequan 蛇拳    | allena l'Energia Interna  | lian Qi练气     |
| Il Pugilato della Gru    | Hequan 鹤拳     | allena l'Essenza          | lian Jing 练精  |

Questo pugilato è ricordato nella tradizione Shaolin delle origini ed è una forma che oggi troviamo nell'Hongjiaquan, nel Liujiaquan, nel Lijiaquan, nel Fojiaquan e nel Cailifo. Secondo la tradizione del Lijiaquan esso sarebbe stato creato da Li Youshan (李友山) sulla base del Wuxingquan (五形拳) di Shaolin. Il Cailifo eredita da questo stile il proprio Pugilato delle Cinque Forme. Questa forma la ritroviamo nel lignaggio dell'Hongjiaquan di Huang Feihong.
| Animale     | Pinyin e Cinese | Elemento   | Pinyin e Cinese |
| la Tigre    | Hu 虎           | il Fuoco   | Huo火           |
| la Gru      | He 鹤           | il Metallo | Jin 金          |
| il Drago    | Long龙          | l'Acqua    | Shui 水         |
| il Leopardo | Bao 豹          | il Legno   | Mu 木           |
| il Serpente | She 蛇          | la Terra   | Tu 土           |

## Il Pugilato delle 5 forme del Fojiaquan
Nel Fojiaquan di Lishan (荔山佛家拳) si pratica il Wuxingquan (五形拳), anche se l'elenco degli animali differisce da quello che solitamente siamo abituati a vedere. Questo l'elenco di Lishan: Ying (鹰, aquila); He (鹤, gru), Hou (猴, scimmia), Hu (虎, tigre), Long (龙, drago).

## Shaolin Wuxing Bafa Quan[12]
Un pugilato del Nord della Cina che si ricollega al Wuquan (五拳) è lo Shaolin Wuxing Bafa Quan (少林五形八法拳). Questo stile si sarebbe originato dal Da Jinggangquan (大金刚拳, Grande pugilato del diamante) nell'epoca a cavallo tra il periodo della dinastia Song ed il periodo della dinastia Yuan; nei periodi della dinastia Ming e della dinastia Qing si sarebbe mescolato poi con il Wuquan del tempio Shaolin, prendendo definitivamente forma alla fine della dinastia Qing.
Come il nome stesso sottende questo stile si compone di Cinque Forme (五形) e Otto Metodi (八法). Le Cinque Forme sono collegate ai Cinque Animali (Long 龙, Hu 虎, Bao 豹, She 蛇, He 鹤), ma ancor di più a degli elementi interni al corpo che sono associati ai Cinque Animali (come già scritto nello Shaolin Zongfa): Shen (神, lo spirito), Hua (骨, le ossa), Qi (气, l'energia interna), Li (力, la forza fisica), Jing (精, l'essenza). Gli Otto Metodi permettono di interiorizzare appieno l'arte del pugilato attraverso le tecniche di base. Essi comprendono: Neigong (内功, Lavoro Interno); Yinian (意念, comprensione), Waigong (外功, lavoro esterno), Quanfa (拳法, metodo dei pugni), Tuifa (腿法, metodo delle gambe), Qinshuai (擒摔, prese e cadute), Shen Bufa (身步法, metodo di spostamento del corpo), Fasheng Yong Qi Fa (发声用气法, Metodo per utilizzare il suono per emettere il Qi).

### VCD e DVD
- Shaolin Wuxingquan 少林五形拳, un VCD della serie Zhengzong Shaolin Wushu Xilie 正宗少林武术系列 (serie sulle arti marziali shaolin ortodosse), dimostrato da Shi Yanci 释延慈, pubblicato da Renmin Tiyu Yinxiang Chubanshe 人民体育音像出版社
- Wuxingquan ji Shierxingquan 五行拳及十二形拳, doppio VCD prodotto nel 2006 dalla Qiao Jiaren Yinxiang Chubanshe